# Quatre de couple masculin aux Jeux olympiques d'été de 2016
Navigation
Londres 2012 Tokyo 2020
L'épreuve masculine de quatre de couple des Jeux olympiques d'été 2016 de Rio de Janeiro a lieu sur le Lagoa Rodrigo de Freitas du 6 au 10 août 2016.

## Résultats

### Séries
Les deux premiers de chaque série sont directement qualifiés pour la finale A. Les autres participent aux repêchages.

#### Série 1
| Rang | Rameurs                                                     | Pays             | Temps    | Notes |
| ---- | ----------------------------------------------------------- | ---------------- | -------- | ----- |
| 1    | Andrei Jämsä Allar Raja Tõnu Endrekson Kaspar Taimsoo       | Estonie          | 5:51.710 | FA    |
| 2    | Dmytro Mikhay Artem Morozov Oleksandr Nadtoka Ivan Dovhodko | Ukraine          | 5:52.900 | FA    |
| 3    | Philipp Wende Lauritz Schoof Karl Schulze Hans Gruhne       | Allemagne        | 5:53.630 | R     |
| 4    | Nathan Flannery John Storey George Bridgewater Jade Uru     | Nouvelle-Zélande | 5:59.130 | R     |
| 5    | Julien Bahain Robert Gibson Will Dean Pascal Lussier        | Canada           | 6:34.550 | R     |

#### Série 2
| Rang | Rameurs                                                                        | Pays            | Temps    | Notes |
| ---- | ------------------------------------------------------------------------------ | --------------- | -------- | ----- |
| 1    | Karsten Forsterling Alexander Belonogoff Cameron Girdlestone James McRae       | Australie       | 5:50.980 | FA    |
| 2    | Mateusz Biskup Wiktor Chabel Dariusz Radosz Mirosław Ziętarski                 | Pologne         | 5:51.280 | FA    |
| 3    | Nico Stahlberg Augustin Maillefer Roman Röösli Barnabé Delarze                 | Suisse          | 5:51.520 | R     |
| 4    | Jack Beaumont Sam Townsend Angus Groom Peter Lambert                           | Grande-Bretagne | 5:52.770 | R     |
| 5    | Dovydas Nemeravičius Martynas Džiaugys Dominykas Jančionis Aurimas Adomavičius | Lituanie        | 5:58.700 | R     |

### Repêchage
Les deux premiers sont qualifiés pour la finale A. Les autres disputent la finale B
| Rang | Rameurs                                                                        | Pays             | Temps   | Notes |
| ---- | ------------------------------------------------------------------------------ | ---------------- | ------- | ----- |
| 1    | Philipp Wende Lauritz Schoof Karl Schulze Hans Gruhne                          | Allemagne        | 5:51.43 | FA    |
| 2    | Jack Beaumont Sam Townsend Angus Groom Peter Lambert                           | Grande-Bretagne  | 5:53.10 | FA    |
| 3    | Dovydas Nemeravičius Martynas Džiaugys Dominykas Jančionis Aurimas Adomavičius | Lituanie         | 5:55.78 | FB    |
| 4    | Nico Stahlberg Augustin Maillefer Roman Röösli Barnabé Delarze                 | Suisse           | 5:56.13 | FB    |
| 5    | Julien Bahain Robert Gibson Will Dean Pascal Lussier                           | Canada           | 5:56.28 | FB    |
| 6    | Nathan Flannery John Storey George Bridgewater Jade Uru                        | Nouvelle-Zélande | 5:58.92 | FB    |

### Finales

#### Finale B
| Rang | Rameurs                                                                        | Pays             | Temps | Notes |
| ---- | ------------------------------------------------------------------------------ | ---------------- | ----- | ----- |
|      | Dovydas Nemeravičius Martynas Džiaugys Dominykas Jančionis Aurimas Adomavičius | Lituanie         |       |       |
|      | Nico Stahlberg Augustin Maillefer Roman Röösli Barnabé Delarze                 | Suisse           |       |       |
|      | Julien Bahain Robert Gibson Will Dean Pascal Lussier                           | Canada           |       |       |
|      | Nathan Flannery John Storey George Bridgewater Jade Uru                        | Nouvelle-Zélande |       |       |

#### Finale A
| Rang | Rameurs                                                                  | Pays            | Temps | Notes  |
| ---- | ------------------------------------------------------------------------ | --------------- | ----- | ------ |
|      | Philipp Wende Lauritz Schoof Karl Schulze Hans Gruhne                    | Allemagne       |       | Lane 1 |
|      | Mateusz Biskup Wiktor Chabel Dariusz Radosz Mirosław Ziętarski           | Pologne         |       | Lane 2 |
|      | Karsten Forsterling Alexander Belonogoff Cameron Girdlestone James McRae | Australie       |       | Lane 3 |
|      | Andrei Jämsä Allar Raja Tõnu Endrekson Kaspar Taimsoo                    | Estonie         |       | Lane 4 |
|      | Dmytro Mikhay Artem Morozov Oleksandr Nadtoka Ivan Dovhodko              | Ukraine         |       | Lane 5 |
|      | Jack Beaumont Sam Townsend Angus Groom Peter Lambert                     | Grande-Bretagne |       | Lane 6 |